# Cavity-Ring-Down-Spektroskopie
Die Cavity-Ring-Down-Spektroskopie (CRDS) ist eine Spektroskopie-Methode mittels optischer Resonatoren. Üblicherweise wird nur der englische Begriff benutzt, er lässt sich übersetzen mit Hohlraum- oder Resonatorabklingzeitspektroskopie. Ein alternativer Name ist Cavity Ring-down Laser Absorption Spectroscopy (CRLAS). Wie dieser Alternativname nahelegt, wird für diese Methode der Spektroskopie üblicherweise Laserstrahlung verwendet.

## Funktionsweise
Die Methode basiert auf der Speicherung elektrischer Energie zwischen zwei Spiegeln durch den Umlauf anfangs in den Resonator eingestrahlter elektromagnetischer Strahlung. Da die Spiegel auch bei sehr hohen Reflexionsgraden immer noch einen gewissen Anteil der Strahlen transmittieren und bei Anwesenheit eines Mediums (Gases) im Hohlraum zwischen den Spiegeln noch Absorption auftritt, sinkt diese Energie exponentiell mit der Zeit.
{\displaystyle I(t)=I_{0}\exp \left(-t/\tau \right)}
Die Zerfallskonstante {\displaystyle \tau } ist die Speicher- oder Abklingzeit des Resonators. Es gilt
{\displaystyle \tau ={\frac {n}{c}}\,{\frac {l}{1-R+X+\alpha l}}}
dabei ist {\displaystyle n} der Brechungsindex des Mediums, {\displaystyle l} der Abstand der Spiegel, {\displaystyle c} die Lichtgeschwindigkeit, {\displaystyle R} der Reflexionsgrad der Spiegel und {\displaystyle \alpha } der Absorptionskoeffizient des Mediums. {\displaystyle X} steht für sonstige Verluste.
Ist die Größe von {\displaystyle n}, {\displaystyle R}, {\displaystyle l} und {\displaystyle X} bekannt, so erhält aus der Messung von {\displaystyle \tau } den Absorptionskoeffizienten {\displaystyle \alpha } bei der Frequenz des Lasers mit dem der Resonator angeregt wird. Aus der Auswertung von Absorptionskoeffizienten bei unterschiedlichen Laserfrequenzen und dem Vergleich mit dem Spektrum bekannter Substanzen kann man Aussagen über die Zusammensetzung der eingefüllten Probe ableiten.
Man kann entweder die Abklingkurve aufnehmen, was sehr schnelle Datenverarbeitung erfordert, oder das Integral unter der Kurve, in diesem Fall spricht man auch von Cavity-Enhanced-Absorption-Spektroskopie.